# Lillsjön (Tjärstads socken, Östergötland)
Lillsjön är en sjö i Kinda kommun och Linköpings kommun i Östergötland och ingår i Motala ströms huvudavrinningsområde. Sjön har en area på 0,101 kvadratkilometer och ligger 94,9 meter över havet.

## Delavrinningsområde
Lillsjön ingår i det delavrinningsområde (644371-149907) som SMHI kallar för Utloppet av Ämmern. Medelhöjden är 121 meter över havet och ytan är 73,91 kvadratkilometer. Räknas de 7 avrinningsområdena uppströms in blir den ackumulerade arean 185,43 kvadratkilometer. Vattendraget som avvattnar avrinningsområdet har biflödesordning 3, vilket innebär att vattnet flödar genom totalt 3 vattendrag innan det når havet efter 129 kilometer. Avrinningsområdet består mestadels av skog (58 procent) och jordbruk (19 procent). Avrinningsområdet har 10,2 kvadratkilometer vattenytor vilket ger det en sjöprocent på 13,8 procent.